# صابر النفزاوي
صابر النفزاوي[1982-...] كاتب وشاعرومحلل سياسي تونسي، في رصيده خمسة كتب إلى جانب عدد كبير من المقالات والقصائد نشرها في عدد من الصحف والمواقع الإلكترونية.
درس صابر النفزاوي بكلية الحقوق بتونس اختصاص قانون خاص، ويصنّف ككاتب إسلامي، اشتغل بالصحافة والإعلام كمحرر ومدقق لغوي.
من قصائده :
حكاية الرمق الاخير.
رجل تربى على الحزن[حاز بفضلها جائزة عام 2007].
عربي في زمن الشتات.
أحبك وكفى.
قولي ما شئت.
هذا الأنا.
قمر وقصيدة[«إبداع الأسبوع» في جريدة الأنوار التونسية عام 2003].
ورد ذوى[«إبداع الأسبوع» بجريدة الأنوار التونسية عام 2008].
أجمل ما فيك يا وطني[انتقد فيها نظام الرئيس المخلوع زين العابدين بن علي ولم يتمّ
نشرها-2002-].
امرأة بلا عنوان...
من مقالاته:
من إرهاب العولمة إلى عولمة الإرهاب.
مقولة صدام الحضارات تحت معول النقد.
الحرب على«إرهاب»[حاز به جائزة لأفضل مقال من جريدة «الإعلان» التونسية عام 2010]
عالم دون منظمة الأمم المتحدة.
الولايات المتحدة والازمة السورية:الخيارات العسيرة والحلول المأزقية.
العرب وازمة طرح السؤال.
تورط الجزائر في صناعة الإرهاب في تونس.
يوطوبيا تحييد التعليم.
الجزائر..الدولة المختطفة.
النخبة والشعب ومقتضيات المرحلة.
حرب العراق ليست عقائدية.
..في نفسي شيء من تكنوقراط.
حركة النهضة إسلامية الهوى علمانية الممارسة.
الولايات المتحدة ورقصة الديك المذبوح.
إيران بين ثورة وأخرى ..من تحديد الهوية إلى تكريس الحضور.
قانون للعزل السياسي حماية للثورة ومأسسة للديمقراطية.
المعارضة وعلكة “المحاصصة الحزبية”.
بعد مقتل "شكري بلعيد"الباجي قائد السبسي يتوعد بالمزيد...
تجليات الأنسنة:مناهضة التكفير نموذجا.
عامان على سقوط “بن علي”: رصد بانورامي للمسار الثوري.
إسفنجة العزل السياسي.
مبادرة من 7 نقاط لحل الأزمة السياسية في تونس.
“عرس الدم”..مكارثيّة الانقلابيين في مصر.
مصر ومعضلة الثالث المرفوع.
الديمقراطية..”قصّة جميلة يرويها أحمق”.
فن إدارة الصراع بين حركة النهضة ونداء تونس.
مقالات ساخرة:
لن تخدعنا أيها التاريخ.
أفعال الإدانة.
شكرا إسرائيل!!!
علم البلاغة...
برامج إذاعية قدمها:
مقاربات فكرية.
قضية اليوم.
مؤلّفاته:
https://issuu.com/sabernefzaoui
السقوط الحر للثورة المصرية-2013-.
الإسلاميون..سؤال الدولة وأسئلة الحكم-ماي 2015-.
صراع الأجندات في أوكرانيا-جويلية 2015-
إصلاح التعليم بين قصور الرؤية وبين ضغط الواقع-أوت 2015-
الجزائر وشبهة صناعة الإرهاب في تونس- سبتمبر 2015-